# 安杰伊·乌达尔斯基
安杰伊·雅罗斯瓦夫·乌达尔斯基（波蘭語：Andrzej Jarosław Udalski，1957年1月22日—），出生于罗兹，波兰天文学和天体物理学家，华沙大学天文台主任。 他也是光学引力透镜实验的项目负责人，并且是季刊Acta Astronomica的编辑。

## 生平
1980年，乌达尔斯基毕业于华沙大学物理系。 同年，他成为华沙大学天文台的雇员。1998年，他获得了博士学位，然后在加拿大纽约大学做了两年博士后。

## 奖项和荣誉
- 丹·戴维奖 (2017年)[2]
- 卡尔·史瓦西奖章 (2018年)
- 第谷·布拉赫奖 (2018年)[3]